# Alludo
Alludo (/ɔːljuːduː/, all-you-do, ранее — Corel Corporation, /kəˈrɛl/, kə-REL; аббр. от «Cowpland Research Laboratory» — исследовательская лаборатория Коупленда) — канадская компания, производитель программного обеспечения со штаб-квартирой в Оттаве. 13 сентября 2022 года компания Corel провела ребрендинг, сменив имя на Alludo.
Компания была основана Майклом Коуплендом (англ. Michael Cowpland) в 1985 году в качестве исследовательской лаборатории для разработки настольных издательских систем. В ходе технологического бума 1990-х годов компания добилась большого успеха с продуктом CorelDRAW, и на какое-то время даже стала крупнейшим разработчиком ПО в Канаде. Сегодня Alludo является одной из ведущих мировых компаний в области программного обеспечения. У компании более 100 миллионов активных пользователей в более чем 75 странах.

## История
Компания была основана в 1985 году и занималась в основном разработкой настольных издательских систем. В 1989 году была выпущена первая версия графического редактора векторной графики — CorelDRAW 1. В 1996 году компания выкупила семейство продуктов WordPerfect (текстовый процессор и редактор) и выпустила свою версию этой программы.
В 2000 году компания купила программы Painter, Knockout и Kai's Power Tools (KPT), которые были разработаны как для Microsoft Windows, так и для Mac OS X. В 2004 году купила компанию Jasc Software, Inc. (создателей PaintShop Pro) и, таким образом, расширила свои возможности по работе с компьютерной графикой. В 2005 году Corel купила архиватор WinZip. В 2006 году компания приобрела фирмы Ulead и InterVideo, став владельцами программ PhotoImpact, VideoStudio, MovieFactory, DVD Copy. Приобретение InterVideo оценивалось в 196 млн $. В 2012 году Corel купила у Avid Technology видеоредактор Pinnacle Studio.
27 ноября 2018 года в интернет-издании TechCrunch появилась информация, что компания Corel купит компанию Parallels, закрытие сделки планируются в 2019 году. Позже главный исполнительный директор Parallels подтвердил это.
В июле 2019 года Corel была куплена компанией KKR за 1 млрд $.
В сентябре 2022 года Corel была переименована в Alludo.

## Продукты компании
- CorelDRAW Graphics Suite — набор графических программ, включающий профессиональный редактор векторной графики CorelDRAW, редактор растровых изображений Corel Photo-Paint, отдельную утилиту для трассировки растровых изображений в векторные Corel PowerTrace, утилиту захвата экрана Corel Capture, утилиту совместной работы с файлами изображений Corel Connect (c версии X5), лицензированный менеджер шрифтов Corel Font Manager и WYSIWYG-редактор с поддержкой HTML5 Corel Website Creator.
- Corel Designer, бывший Micrografx Designer.
- Corel Digital Studio — набор из четырёх программ: PaintShop Photo Express (лайт-версия PaintShop Pro), VideoStudio Express (видеоредактор), DVD Factory (запись и конвертация DVD), WinDVD (DVD-плеер).
- CorelDRAW — графический редактор.
- Corel Home Office — офисный пакет, основанный на Ability Office 5 и Corel WinZip.
- Corel KnockOut — профессиональный плагин для работы с масками изображений.
- Corel Paint It! Touch — программное обеспечение для рисования, созданное специально для тачскрин-устройств под управлением Windows 8.
- Corel Painter Essentials — облегчённая версия Painter, поставляемая в основном с графическими планшетами Wacom.
- Corel Photo Album — усовершенствованная программа для организации цифровых фотографий, унаследованная от Jasc Software.
- Corel Photo-Paint — растровая графическая программа, аналог Adobe Photoshop.
- Corel SnapFire — набор для управления цифровыми фотографиями, аналог Google Picasa.
- Corel Ventura — настольная издательская система, которую Corel приобрела в начале 1990-х годов.
- Corel Linux ОС (разработка прекращена), основанный на Debian Linux.
- CorelCAD — 2D- и 3D-САПР.[8]
- Мобильное приложение CorelCAD.[9]
- XVL Studio 3D CAD Corel Edition и её упрощённая версия XVL Studio Corel Edition.[10]
- Corel R.A.V.E. (Real Animated Vector Effects) — программа для векторной анимации, аналог Macromedia Flash.
- Corel Designer Technical Suite — полнофункциональный пакет программ для технической графики.

### Приобретённые продукты
- Corel Painter — программа для рисования и оформления, которая эмулирует природные среды: краску, мелки, кисти и т. д. (ранее «Fractal Design Painter», «MetaCreations Painter»).
- Corel AfterShot Pro — утилита для профессиональной обработки и управления фотографиями. Основана на программе Bibble выкупленной в 2012 году фирмы Bibble Labs.
- Bryce — программное обеспечение для создания 3D-ландшафтов. В 2004 году продано фирме DAZ Productions.
- Click and Create — средство разработки игр, созданное Clickteam, которое также продавалось под названием The Games Factory. Click and Create 2 было продано фирме IMSI, которая выпускает его под названием Multimedia Fusion.
- Corel Ventura — настольная издательская система, первоначально разработанная фирмой Ventura Software.
- MindJet MindManager, куплен Corel в августе 2016 года.
- Paint Shop Pro приобретен у разработчика, фирмы Jasc Software, в октябре 2004 года.
- Paradox — реляционная база данных, купленная у фирмы Borland и поставляемая в составе WordPerfect Office Pro.
- Quattro Pro — программа для работы с электронными таблицами, купленная у фирмы Borland и поставляемая в составе WordPerfect Office.
- VideoStudio — программа для редактирования видео, первоначально разработанная Ulead Systems, дистрибьютором которой по-прежнему остаётся Ulead Systems. Программное обеспечение было переименовано в Corel VideoStudio, так как Corel приобрела Ulead, и последняя стала производящим подразделением Corel.
- WinDVD — видео- и аудиоплеер для Microsoft Windows, приобретённый Corel в 2006 году вместе с фирмой-производителем InterVideo.
- WinZip — программа для архивирования и шифрования файлов, приобретённая Corel в 2006 году вместе с фирмой-производителем WinZip Computing.
- WordPerfect — набор офисных приложений аналогичных Microsoft Office. Отличается поддержкой открытых стандартов, совместимостью с Microsoft Office и низкой ценой. Куплен у фирмы Novell; первоначально выпускался фирмой WordPerfect Corporation.
- XMetaL — редактор XML, приобретён вместе с фирмой-производителем SoftQuad в 2001 году; продан фирме Blast Radius в 2004 году.
- Pinnacle studio программа для редактирования видео .